# Taioalo Vaivai

a Compétitions nationales et continentales officielles uniquement.

b Matchs officiels uniquement.
Taioalo Vaivai, né le 18 janvier 1990 à Auckland (Nouvelle-Zélande), est un joueur de rugby à XIII néo-zélandais d'origine des Samoa américaines ayant revêtu le maillot de la sélection des États-Unis évoluant au poste de centre, d'ailier ou de troisième ligne dans les années 2000, 2010 et 2020.
Formé au rugby à XIII, il joue en junior dans le championnat d'Ipswich en Australie. Il rejoint pour ses débuts professionnels le club de South Sydney Rabbitohs avec lequel il joue quelques rencontres de National Rugby League puis pour Penrith Panthers. Relégué dans l'antichambre de la NRL, il décide en 2018 de signer pour le club anglais d'Hull KR entrecoupé d'un prêt à York City. En 2019, il rejoint finalement le club français du Toulouse olympique XIII pour remporter le Championship en 2021 et de partager les débuts du club en Super League en 2022. En mai 2022, d'un commun accord avec le club, il décide de stopper sa carrière professionnelle.
Parallèlement, il endosse le maillot des États-Unis et dispute la Coupe du monde 2017

## Biographie
Il est le cousin de Dwayne Johnson.

## Palmarès
- Collectif : 
  - Vainqueur du Championship : 2021 (Toulouse).